# Xavier Carton de Wiart
 (mai 2023).
La mise en forme du texte ne suit pas les recommandations de Wikipédia : il faut le « wikifier ».
Les points d'amélioration suivants sont les cas les plus fréquents :
- Les titres sont pré-formatés par le logiciel. Ils ne sont ni en capitales, ni en gras.
- Le texte ne doit pas être écrit en capitales (les noms de famille non plus), ni en gras, ni en italique, ni en « petit »…
- Le gras n'est utilisé que pour surligner le titre de l'article dans l'introduction, une seule fois.
- L'italique est rarement utilisé : mots en langue étrangère, titres d'œuvres, noms de bateaux, etc.
- Les citations ne sont pas en italique mais en corps de texte normal. Elles sont entourées par des guillemets français : « et ».
- Les listes à puces sont à éviter, des paragraphes rédigés étant largement préférés. Les tableaux sont à réserver à la présentation de données structurées (résultats, etc.).
- Les appels de note de bas de page (petits chiffres en exposant, introduits par l'outil «  Source ») sont à placer entre la fin de phrase et le point final[comme ça].
- Les liens internes (vers d'autres articles de Wikipédia) sont à choisir avec parcimonie. Créez des liens vers des articles approfondissant le sujet. Les termes génériques sans rapport avec le sujet sont à éviter, ainsi que les répétitions de liens vers un même terme.
- Les liens externes sont à placer uniquement dans une section « Liens externes », à la fin de l'article. Ces liens sont à choisir avec parcimonie suivant les règles définies. Si un lien sert de source à l'article, son insertion dans le texte est à faire par les notes de bas de page.
- La présentation des références doit suivre les conventions bibliographiques. Il est recommandé d'utiliser les modèles {{Ouvrage}}, {{Chapitre}}, {{Article}}, {{Lien web}} et/ou {{Bibliographie}}. Le mode d'édition visuel peut mettre en forme automatiquement les références.
- Insérer une infobox (cadre d'informations à droite) n'est pas obligatoire pour parachever la mise en page.

Pour une aide détaillée, merci de consulter Aide:Wikification.
Si vous pensez que ces points ont été résolus, vous pouvez retirer ce bandeau et améliorer la mise en forme d'un autre article.
Pour les articles homonymes, voir Carton de Wiart.
Le comte François-Xavier Riego Georges Arthur Marie Ghislain Carton de Wiart, plus connu sous le nom de Xavier Carton de Wiart, né le 10 septembre 1899 à Saint-Gilles et mort le 13 août 1955 à Givet, est un avocat et homme politique belge. Il est inscrit à l’ordre du barreau en décembre 1922, et est un avocat de la Cour d'appel de Bruxelles. Il devient conseiller communal de Bruxelles-Ville en 1939 et le restera jusqu’à sa mort.

## Biographie

### Origine
Xavier Carton de Wiart vient d’une famille noble d’origine hennuyère. La famille Carton de Wiart s’est installée à Bruxelles dès le 18e siècle.
Xavier est le premier enfant du ministre Henry Carton de Wiart (1869-1951) et de Juliette Verhaegen (1873-1955). Xavier a suivi les traces de son père, Henry Carton de Wiart, qui était non seulement avocat, mais a également eu une place importante au sein du gouvernement belge. Quant à sa mère, Juliette Verhaegen n'était pas éloignée de la politique puisqu’elle était la nièce du ministre Jules de Burlet.
Xavier n’est pas fils unique, il a d'abord eu un petit frère, au nom d’Hubert, qui s’est vu décerner une médaille d’or, dans sa carrière. Ensuite, il y a eu la naissance de sa petite sœur, qui se nomme Gudule. Pour finir, Xavier accueille, le jour de Noël, sa dernière petite sœur au nom de Geneviève.

### Famille
En 1927, Xavier se marie avec Georgine van Wassenhove, fille d’Arnold van Wassenhove et de Marie-Louise Dumont de Chassart. Ils auront tous deux, cinq enfants dont : Anne (1928), Henry-Gilles (1933-2015), Claude-Astrid (1935-2007), René-Michel (1939-1940) et Françoise (1947).

### Enseignement
Xavier fait ses études à l’Institut Saint-Michel à Bruxelles. Il n'a pas encore 15 ans lorsque la Première Guerre mondiale éclate. Xavier fréquente alors l'Institut Saint-Joseph au Havre durant l'année académique 1915-16, et l'année suivante, il se rend en Angleterre pour poursuivre ses études au Balliol College d'Oxford afin de parfaire sa connaissance de la langue anglaise.
Entre juin et septembre 1918, il présente les épreuves de première année des candidats à la philosophie et aux lettres au jury central du Havre. Après la guerre, il reprend ses études interrompues. En septembre 1919, il obtient son diplôme de deuxième année à l'Académie Saint-Louis de Bruxelles. Il étudie ensuite le droit à la KU Leuven.
C’est en juillet 1922 qu’il obtient un doctorat en droit.

### Carrière
De septembre à décembre 1922, Xavier exerce au barreau de Bruxelles en tant que stagiaire. En décembre de la même année, il est inscrit à l'Ordre des Chevaliers et devient avocat à la Cour d'appel de Bruxelles. Ajouté à cela, il obtient une licence en science politique et sociale en 1923.
Il travaille en collaboration avec son père Henry Carton de Wiart en tant qu’avocat.
Après la Seconde Guerre mondiale, en 1948, il devient échevin de la Ville de Bruxelles et le reste pendant 5 ans. En 1952, il est élu aux élections communales avec un nombre très important de voix, mais il est écarté du poste d’échevin de la ville par son parti, le parti catholique belge.

### Activités
Mis à part son activité de juriste, il prend part à des missions diplomatiques et particulièrement durant la Seconde Guerre mondiale. Il participe notamment à deux expositions ; l’Exposition coloniale de Paris en 1932 ainsi que l’Exposition universelle de Bruxelles en 1935. À la suite de celles-ci, il reçoit de nombreuses décorations ; "Chevalier de l’Ordre de la Couronne d’Italie en 1927, Officier de l’Ordre du Michau-el-Anouar, Commandeur de l’Ordre de la Couronne de Roumanie en 1930, Chevalier de l’Ordre National de la Légion d’Honneur de la République française, comme membre de l’Ambassade extraordinaire belge en France en 1934",.
Entre juillet et novembre 1922, Xavier effectue un long voyage au Congo dans la colonie accompagné de son père, Henry.
Il devient également membre de l'association “Les Amis de la Forêt de Soignes” dont son père est le fondateur. Cette association est l’une des premières à se soucier de la nature. L’objectif de départ vise à protéger la forêt de Soignes.
En outre, la passion pour l’écriture réside en Xavier Carton de Wiart. En effet, il partage cette passion avec son père.

### Œuvres[16]
L’écriture est une des plus grandes passions de Xavier. Il écrit beaucoup d’articles ; parmi ceux-ci, se trouvent des articles historiques, des articles concernant l’urbanisme à Bruxelles, mais encore, sur le Congo tel que “Baya Maga” . Il écrit aussi “le travail forcé aux colonies”.
Concernant les livres, le premier volume de son livre “Histoire des deux Hastière et Waulsort” est édité en 1927. Il a aussi contribué à un autre livre sur Waulsort. Ensuite, Xavier a écrit un autre livre, intitulé “ L’adoption et la tutelle officieuse”. Entre-temps, en 1945, il a écrit le livre “La jeunesse du Taciturne 1533-1559”. Un deuxième volume était également en préparation, cependant, le deuxième volume ne verra jamais le jour, à la suite de la mort de celui-ci.
Il a aussi publié un grand nombre d'articles durant sa vie.

#### Articles politiques et juridiques

##### 1933-1934
Article publié dans “Les cahiers de l’autorité” :
- A Berlin, sous les tilleuls, avril 1993.
- Des hommes pour éviter le sur-homme, mai 1993.
- La formation des élites et l’armée ou cinq minutes avec le Commandant Cte de Looz-Corswaren, mai 1933.
- La pierre qui chante, novembre 1933.
- Le corporatisme au secours de l’État ?, janvier 1934
- Les livres, janvier 1934
- Le code protecteur de l’épargne, mai 1934.

##### 1939-1940
- Article publié dans La Revue catholique des idées et des faits: Essai de florilège civique - Partie 1, décembre 1939.
- Article publié dans La Revue catholique des idées et des faits: Essai de florilège civique - Partie 2, janvier 1940.

##### 1947
- Article publié dans la Revue Générale Belge, Le Conseil d’État  , février 1947.

##### 1950
- Copie d’article publié dans Journal des tribunaux, Le régime de l’adoption, mars 1950.

#### Questions d’art, d’histoire, de culture ou de tourisme

##### 1920-1951
Articles publiés dans Touring Club de Belgique a.s.b.l.:
- Vlieland, décembre 1920.
- Hofstade-Plage, juillet 1941.
- Le méchant sire du Château-Thierry, novembre 1946
- Verbier-en-Valais, janvier 1948.
- L’incendie de la cour d’Orange à Bruxelles, mars 1950.
- Ascona. En Suisse italienne, avril 1951.
- Le monument Cardinal Mercier, juin 1953.

##### 1941-1950
Articles sur la Collégiale des Saints Michel et Gudule à Bruxelles :
- Publié dans la revue Arc-en-ciel, La dépose des verrières de la collégiale Sainte-Gudule  février 1941.
- Publié dans la Revue Générale Belge, La grande pitié de la Collégiale des S.S. Michel et Gudule, juillet 1950.

##### 1956
- Article publié dans la revue Reflets du tourisme, décembre-janvier 1956.

#### Articles sur le Congo
- Publié dans Les cahiers de la jeunesse catholique, L' humaniste au Congo, 1928.
- Publié dans Les cahiers de l'autorité, La pierre qui chante, octobre 1939.
- Publié dans Reconstruction. Urbanisme. Architecture. Génie civil. Industrie, Les lois de l'urbanisme au Congo belge, 1942.

### Emprisonnement
Xavier Carton de Wiart est emprisonné à deux reprises. Pendant la Seconde Guerre mondiale, Xavier était nommé magistrat adjoint pour administrer les biens de nombreux "absents" juifs, anglais ou français. Il est souvent appelé pour informer les forces d'occupation et va finalement être arrêté par la police militaire allemande en 1942, soupçonné de sabotage, puis relâché par faute de preuves.
Sa deuxième peine d’emprisonnement va avoir lieu en 1944 à Saint-Gilles, puis transféré à Beverlo. Après avoir purgé sa peine de trois mois d’emprisonnement, il est alors libéré le 20 août 1944.
Par ailleurs, il va acquérir le titre de résistant civil pour la période comprise entre le 12 novembre 1940 et le 27 juin 1944.

### Mort
Xavier s’était engagé pour la Seconde Guerre mondiale. C’est durant son emprisonnement en 1944 que sa santé va se dégrader. Affaibli à la suite de cette guerre, il meurt inopinément lors d’une journée familiale en bord de Meuse, en 1955, quelques mois après le mariage de sa fille aînée, Anne.